# Хосилот (футбольний клуб)
Футбольний клуб «Хосилот» або просто «Хосилот» (тадж. Клуби футболи «Хосилот» (Фархор)) — таджицький професіональний футбольний клуб з міста Пархар.

## Хронологія назв
- 1991-1994 — «Хосилот».
- 1995-1997 — «Фархор».
- 1998-2003 — СКА-«Хатлон».
- 2004-2005 — «Фархор».
- 2005 — СКА.
- 2006-н.в. — «Хосилот».

## Історія
Клуб заснований не пізніше 1991 року, належав до спортивного товариства «Хосилот» («Урожай»). У 1991 році взяв участь в турнірі Другої ліги чемпіонату СРСР.
З 1992 року «Хосилот» брав участь в чемпіонаті Таджикистану у вищій лізі. У першому сезоні команда провела всього 6 матчів і припинила участь через громадянську війну, але з 1993 року повернулася до числа учасників чемпіонату. Найвище досягнення клубу — 8 місце в сезонах 1993 і 1996 року, і вихід в півфінал Кубку Таджикистану в 1994 році. Після сезону 1997 пархарський клуб покинув Вищу лігу.
У 2003 році клуб під назвою СКА-«Хатлон» повернувся у Вищу лігу і зайняв в ній передостаннє місце, наступні два сезони провів у Першій лізі.
У 2010 році відроджений під колишньою назвою «Хосилот» і заявлений в Душанбинську зону першої ліги, в 2010 і 2011 роках вигравав срібні медалі цього турніру. У 2012 році «Хосилот» отримав право виступити у Вищій лізі і залучив до складу кілька африканських легіонерів, але вони не допомогли успішно виступити — клуб зайняв 11 місце серед 13 учасників. З 2013 року «Хосилот» знову грає в Першій лізі.

## Досягнення
- Душанбинська зона Першої ліги чемпіонату Таджикистану з футболу
  -  Срібний призер (2): 2010, 2011

- Кубок Таджикистану
  - Фіналіст (1): 2016

- Суперкубок Таджикистану
  - Володар (1): 2017

## Статистика виступів у національних турнірах
| Сезон | Ліга | Ліга | Ліга | Ліга | Ліга | Ліга | Ліга | Ліга | Ліга | Кубок Таджикистану | Бомбардир | Бомбардир | Тренер |
| Сезон | Див. | Поз. | Іг.  | В    | Н    | П    | ЗМ   | ПМ   | О    | Кубок Таджикистану | Ім'я      | В лізі    | Тренер |
| ----- | ---- | ---- | ---- | ---- | ---- | ---- | ---- | ---- | ---- | ------------------ | --------- | --------- | ------ |
| 19921 | 1-ий | 11   | 10   | 1    | 0    | 9    | 6    | 24   | 2    |                    |           |           |        |
| 1993  | 1-ий | 8    | 30   | 14   | 6    | 10   | 47   | 47   | 34   |                    |           |           |        |
| 1994  | 1-ий | 13   | 30   | 7    | 4    | 19   | 34   | 67   | 18   | 1/4 фіналу         |           |           |        |
| 1995  | 1-ий | 13   | 28   | 9    | 2    | 17   | 43   | 83   | 29   | 1/8 фіналу         |           |           |        |
| 1996  | 1-ий | 8    | 30   | 17   | 1    | 12   | 64   | 56   | 52   |                    |           |           |        |
| 1997  | 1-ий | 9    | 24   | 7    | 3    | 14   | 38   | 76   | 24   |                    |           |           |        |
| 2003  | 1-ий | 15   | 30   | 4    | 0    | 26   | 21   | 135  | 12   |                    |           |           |        |
| 2012  | 1-ий | 11   | 24   | 4    | 2    | 18   | 18   | 64   | 14   | 1/4 фіналу         |           |           |        |

- Хосилот знявся через політичні причини.

## Відомі тренери
- Тагай Дустов (~2012)